# Вестон (Айдахо)
Вестон (англ. Weston) — місто в окрузі Франклін, штат Айдахо, США. Згідно з переписом 2010 року населення становило 437 осіб, що на 12 осіб більше, ніж 2000 року.

## Географія
Вестон розташований за координатами 42°2′17″ пн. ш. 111°58′41″ зх. д. / 42.03806° пн. ш. 111.97806° зх. д. (42.038187, -111.977930).  За даними Бюро перепису населення США в 2010 році місто мало площу 5,10 км², з яких 5,09 км² — суходіл та 0,02 км² — водойми.

## Демографія

### Перепис 2010 року
За даними перепису 2010 року, у місті проживало 437 осіб у 139 домогосподарствах у складі 112 родин. Густота населення становила 85,6 ос./км². Було 147 помешкань, середня густота яких становила 28,8/км². Расовий склад міста: 98,4% білих, 0,5% афроамериканців, and 1,1% людей, які зараховують себе до двох або більше рас. Іспанці та латиноамериканці незалежно від раси становили 0,5% населення.
Із 139 домогосподарств 45,3% мали дітей віком до 18 років, які жили з батьками; 74,1% були подружжями, які жили разом; 4,3% мали господиню без чоловіка; 2,2% мали господаря без дружини і 19,4% не були родинами. 18,7% домогосподарств складалися з однієї особи, у тому числі 7,2% віком 65 і більше років. У середньому на домогосподарство припадало 3,14 мешканця, а середній розмір родини становив 3,63 особи.
Середній вік жителів міста становив 29 років. Із них 37,1% були віком до 18 років; 6,6% — від 18 до 24; 22,2% від 25 до 44; 24,9% від 45 до 64 і 9,2% — 65 років або старші. Статевий склад населення: 49,9% — чоловіки і 50,1% — жінки.
Середній дохід на одне домашнє господарство  становив 54 640 доларів США (медіана — 47 500), а середній дохід на одну сім'ю — 57 360 доларів (медіана — 54 583). За межею бідності перебувало 12,1 % осіб, у тому числі 15,1 % дітей у віці до 18 років та 0,0 % осіб у віці 65 років та старших.
Цивільне працевлаштоване населення становило 225 осіб. Основні галузі зайнятості: виробництво — 26,7 %, освіта, охорона здоров'я та соціальна допомога — 25,8 %, мистецтво, розваги та відпочинок — 11,6 %, роздрібна торгівля — 10,7 %.

### Перепис 2000 року
За даними перепису 2000 року, у місті проживало 425 осіб у 118 домогосподарствах у складі 105 родин. Густота населення становила 82,9 ос./км². Було 129 помешкань, середня густота яких становила 25,2/км². Расовий склад міста 97,18% білих, 0,24% тихоокеанських остров'ян, 1,88% інших рас і 0,71% людей, які зараховують себе до двох або більше рас. Іспанці та латиноамериканці незалежно від раси становили 3,29% населення.
Із 118 домогосподарств 56,8% мали дітей віком до 18 років, які жили з батьками; 81,4% були подружжями, які жили разом; 5,1% мали господиню без чоловіка, і 11,0% не були родинами. 11,0% домогосподарств складалися з однієї особи, у тому числі 4,2% віком 65 і більше років. У середньому на домогосподарство припадало 3,60 мешканця, а середній розмір родини становив 3,84 особи.
Віковий склад населення: 39,5% віком до 18 років, 9,9% від 18 до 24, 24,9% від 25 до 44, 17,9% від 45 до 64 і 7,8% від 65 років і старші. Середній вік жителів — 25 років. Статевий склад населення: 50,8 % — чоловіки і 49,2 % — жінки.
Середній дохід домогосподарств у місті становив $35 556, родин — $35 750. Середній дохід чоловіків становив $31 458 проти $17 188 у жінок. Дохід на душу населення в місті був $10 206. Приблизно 8,6% родин і 11,0% населення перебували за межею бідності, включаючи 11,8% віком до 18 років і 12,9% від 65 і старших.